# Indocalamus herklotsii
Indocalamus herklotsii är en gräsart som beskrevs av Mcclure. Indocalamus herklotsii ingår i släktet Indocalamus och familjen gräs. Inga underarter finns listade i Catalogue of Life.